# L'irlandès
L'irlandès (títol original en anglès, The Guard) és una pel·lícula de comèdia policial irlandesa del 2011 escrita i dirigida per John Michael McDonagh, protagonitzada per Brendan Gleeson, Don Cheadle, Mark Strong i Liam Cunningham. S'ha doblat i subtitulat al català.
La pel·lícula va rebre elogis de la crítica i va ser un èxit de taquilla. Tant Gleeson com a Cheadle van rebre elogis per les seves interpretacions, i Gleeson va rebre una nominació al Globus d'Or. McDonagh va ser, al seu torn, nominat per a un premi BAFTA al guió. És la pel·lícula irlandesa independent de més èxit de tots els temps pel que fa als ingressos de taquilla al país, i va superar The Wind that Shakes the Barley (2006).